# Ryōnin

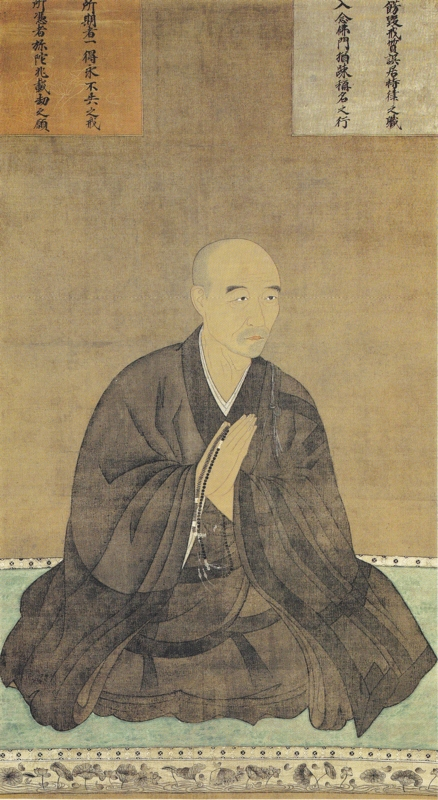
Ryōnin

Ryōnin (japanisch 良忍; geboren 10. Februar 1073 in der Provinz Owari; gestorben 19. Februar 1132 in der Provinz Yamato) war ein japanischer Priester und Gründer der Yūzū−Nembutsu-Lehre des Buddhismus.

## Leben und Wirken
Ryōnin war ein Sohn des Feudalherrn Tomita no Shō (富田 荘) in der Provinz Owari. Er hieß, als er jung war, Yoshihito (良仁). Im Alter von 12 Jahren verließ er das Elternhaus und begann sich mit dem Studiums des Buddhismus in der Nähe des Berges Hiei zu befassen. Nach seiner Ausbildung war er dann im Jitsuhōbō (実報房) als Tempelpriester (Nembutsu-Chorpriester) tätig, der kontinuierlich Nembutsu in der Jōgyō-Sanmaidō-Halle (常行三昧堂) praktizierte, wo der Amida Buddha das Hauptobjekt der Verehrung ist.
In späteren Jahren zog sich Yoshihito nach Ōhara am Rande von Kyōto zurück, nannte sich ab da Ryōnin und begann ein Leben, in dem er als Priester 60.000 Mal täglich einen Teil des Lotos-Sutra und des Nembutsu rezitierte und morgens, mittags und bei Sonnenuntergang als Beschwörungsmethode praktizierte. Laut der bebilderten Textrolle „Yūzū−Nembutsu Engi Emaki“ (融通念仏縁起絵巻), das 1314 während der Kamakura-Zeit hergestellt wurde, als die Idee des Yūzū−Nembutsu vervollständigt und verbreitet wurde, war Ryōnin im Alter von 46 Jahren in Amida Buddha vertieft und lehrte dem Volke Nembutsu. Ihm wurde klar, dass das Nembutsu für das einfachen Volkes ein schnelleres Erreichen eines paradiesischen Zustandes führt.
Auf Wunsch des Kaisers im Ruhestand Toba errichtete Ryōnin 1127 den Tempel Dainenbutsu-ji. Ryōnin ist auch bekannt dafür, das „Tendai Shōmyō“ (天台声明), also die musikalische Tradition der Tendei-Richtung des Buddhismus, als Sutra zu rezitieren und als „Ōhara Shōmyō“ (大原魚山声明) wiederbelebt und systematisiert zu haben. Er starb 1132 im Tempel Ōhararaigō-in (大原来迎院) im Alter von 61 Jahren.
In dieser Tradition wurden ab dem 14. Jahrhundert Yūzū−Nembutsu-Lehre wichtig, die die Kraft des Nembutsu der Menschen und nicht die Gelübdekraft zum Amida Buddha betonte. Im Jahr 1773 wurde Ryōnin posthum ehrenvoll Shōō Daishi (聖応大師) genannt.